# Georges Nétien
Pour les articles homonymes, voir Nétien.
Georges Nétien, né le 23 octobre 1907 à Grigny et mort le 27 mai 1999 à Lyon, est un botaniste français.

## Biographie
Il fait ses études et sa carrière à Lyon. Il obtient sa licence en sciences naturelles en 1930 puis son diplôme d’études supérieures en 1931 ainsi qu’un diplôme de pharmacie. Il soutient sa thèse en 1935 avec un sujet portant sur les glucides et les saponines des Caryophyllacées.
Il est chef de travaux pratiques à la Faculté de médecine et de pharmacie en 1931, titulaire en 1933, chargé de cours en botanique en 1947, agrégé en 1949 enfin professeur titulaire de botanique et de cryptogamie en 1952 jusqu’à sa retraite en 1979.
Nétien publie près de 250 publications tant sur la botanique que sur la pharmacologie. Il est l’un des pionniers de l’homéopathie. Il contribue à la fondation d’une faculté de pharmacie à Kaboul durant les années 1960. Il participe à la vie de plusieurs sociétés savantes notamment de la Société linnéenne de Lyon qu’il dirige en 1951.
Il est, notamment, l'auteur de la Flore lyonnaise éditée en 1993 par la Société Linnéenne de Lyon ainsi que du Complément à la Flore lyonnaise paru en 1996.

## Source
- Paul Berthet (2000). In Memoriam : professeur Georges Nétien (1907-1999). Bulletin mensuel de la Société linnéenne de Lyon, 69 (4) : 60-64. L’auteur donne une liste de 85 publications consacrées à la floristique.